# Natação nos Jogos Olímpicos de Verão de 2016 - 200 m peito masculino
A competição dos 200 metros peito masculino da natação nos Jogos Olímpicos de Verão de 2016 foi disputada nos dias 9 e 10 de agosto no Estádio Aquático Olímpico.

## Medalhistas
| Ouro   | KAZ Dmitriy Balandin |
| Prata  | USA Josh Prenot      |
| Bronze | RUS Anton Chupkov    |

## Recordes
Antes desta competição, os recordes mundiais e olímpicos da prova eram os seguintes:
| Tipo | Atleta            | Tempo   | Local   | Data                   |
| ---- | ----------------- | ------- | ------- | ---------------------- |
|      | Akihiro Yamaguchi | 2:07.01 | Gifu    | 15 de setembro de 2012 |
|      | Dániel Gyurta     | 2:07.28 | Londres | 1 de agosto de 2012    |

Os seguintes recordes mundiais ou olímpicos foram estabelecidos durante esta competição: 
| Data        | Evento    | Atleta             | Tempo   | Notas            |
| ----------- | --------- | ------------------ | ------- | ---------------- |
| 9 de agosto | Semifinal | JPN Ippei Watanabe | 2:07.22 | Recorde olímpico |

## Resultados

### Eliminatórias
| Pos. | Elim. | Raia | Nadador               | CON                | Tempo   | Notas |
| ---- | ----- | ---- | --------------------- | ------------------ | ------- | ----- |
| 1    | 5     | 3    | Anton Chupkov         | RUS Rússia         | 2:07.93 | Q,    |
| 2    | 3     | 4    | Yasuhiro Koseki       | JPN Japão          | 2:08.61 | Q     |
| 3    | 4     | 5    | Andrew Willis         | GBR Grã-Bretanha   | 2:08.92 | Q     |
| 4    | 3     | 3    | Ilya Khomenko         | RUS Rússia         | 2:08.94 | Q     |
| 5    | 4     | 4    | Marco Koch            | GER Alemanha       | 2:08.98 | Q     |
| 6    | 4     | 6    | Dmitriy Balandin      | KAZ Cazaquistão    | 2:09.00 | Q     |
| 7    | 5     | 5    | Kevin Cordes          | USA Estados Unidos | 2:09.30 | Q     |
| 8    | 4     | 3    | Ippei Watanabe        | JPN Japão          | 2:09.63 | Q     |
| 9    | 3     | 6    | Mao Feilian           | CHN China          | 2:09.80 | Q     |
| 10   | 5     | 4    | Josh Prenot           | USA Estados Unidos | 2:09.91 | Q     |
| 11   | 4     | 2    | Matti Mattsson        | FIN Finlândia      | 2:10.09 | Q     |
| 12   | 3     | 7    | Erik Persson          | SWE Suécia         | 2:10.17 | Q     |
| 13   | 3     | 1    | Li Xiang              | CHN China          | 2:10.17 | Q     |
| 14   | 4     | 1    | Carlos Claverie       | VEN Venezuela      | 2:10.35 | Q     |
| 15   | 5     | 6    | Craig Benson          | GBR Grã-Bretanha   | 2:11.19 | Q     |
| 16   | 5     | 1    | Luca Pizzini          | ITA Itália         | 2:11.26 | Q     |
| 17   | 3     | 5    | Dániel Gyurta         | HUN Hungria        | 2:11.28 |       |
| 18   | 5     | 7    | Anton Sveinn McKee    | ISL Islândia       | 2:11.39 |       |
| 19   | 2     | 3    | Nicholas Quinn        | IRL Irlanda        | 2:11.67 |       |
| 20   | 2     | 8    | Yannick Käser         | SUI Suíça          | 2:11.77 |       |
| 21   | 2     | 7    | Laurent Carnol        | LUX Luxemburgo     | 2:11.94 |       |
| 22   | 4     | 7    | Giedrius Titenis      | LTU Lituânia       | 2:12.13 |       |
| 23   | 1     | 5    | Glenn Snyders         | NZL Nova Zelândia  | 2:12.47 |       |
| 24   | 5     | 8    | Ashton Baumann        | CAN Canadá         | 2:12.61 |       |
| 25   | 4     | 8    | Jarred Crous          | RSA África do Sul  | 2:12.64 |       |
| 26   | 3     | 2    | Cameron van der Burgh | RSA África do Sul  | 2:12.67 |       |
| 27   | 3     | 8    | Panagiotis Samilidis  | GRE Grécia         | 2:12.68 |       |
| 28   | 2     | 1    | Jorge Murillo         | COL Colômbia       | 2:12.81 |       |
| 29   | 2     | 4    | Tales Cerdeira        | BRA Brasil         | 2:12.83 |       |
| 30   | 1     | 4    | Dávid Horváth         | HUN Hungria        | 2:13.24 |       |
| 31   | 2     | 2    | Choi Kyu-woong        | KOR Coreia do Sul  | 2:13.36 |       |
| 32   | 1     | 3    | Basten Caerts         | BEL Bélgica        | 2:13.44 |       |
| 33   | 1     | 6    | Martin Allikvee       | EST Estônia        | 2:13.66 |       |
| 34   | 1     | 2    | Lee Hsuan-yen         | TPE Taipé Chinês   | 2:14.84 |       |
| 35   | 2     | 5    | Dimitrios Koulouris   | GRE Grécia         | 2:14.86 |       |
| 36   | 5     | 2    | Thiago Simon          | BRA Brasil         | 2:15.01 |       |
| 37   | 2     | 6    | Dmytro Oseledets      | UKR Ucrânia        | 2:15.19 |       |
| 38   | 1     | 1    | Denis Petrashov       | KGZ Quirguistão    | 2:16.57 |       |
| 39   | 1     | 7    | Arya Nasimi Shad      | IRI Irã            | 2:20.18 |       |

### Semifinais

#### Semifinal 1
| Pos. | Raia | Nadador          | CON                | Tempo   | Notas |
| ---- | ---- | ---------------- | ------------------ | ------- | ----- |
| 1    | 6    | Ippei Watanabe   | JPN Japão          | 2:07.22 | Q,    |
| 2    | 2    | Josh Prenot      | USA Estados Unidos | 2:07.78 | Q     |
| 3    | 4    | Yasuhiro Koseki  | JPN Japão          | 2:07.91 | Q     |
| 4    | 3    | Dmitriy Balandin | KAZ Cazaquistão    | 2:08.20 | Q     |
| 5    | 5    | Ilya Khomenko    | RUS Rússia         | 2:09.73 |       |
| 6    | 7    | Erik Persson     | SWE Suécia         | 2:10.12 |       |
| 7    | 8    | Luca Pizzini     | ITA Itália         | 2:11.53 |       |
| 8    | 1    | Carlos Claverie  | VEN Venezuela      | 2:11.56 |       |

#### Semifinal 2
| Pos. | Raia | Nadador        | CON                | Tempo   | Notas |
| ---- | ---- | -------------- | ------------------ | ------- | ----- |
| 1    | 5    | Andrew Willis  | GBR Grã-Bretanha   | 2:07.73 | Q     |
| 2    | 6    | Kevin Cordes   | USA Estados Unidos | 2:07.99 | Q     |
| 3    | 4    | Anton Chupkov  | RUS Rússia         | 2:08.08 | Q     |
| 4    | 3    | Marco Koch     | GER Alemanha       | 2:08.12 | Q     |
| 5    | 2    | Mao Feilian    | CHN China          | 2:09.64 |       |
| 6    | 1    | Li Xiang       | CHN China          | 2:10.92 |       |
| 7    | 8    | Craig Benson   | GBR Grã-Bretanha   | 2:10.93 |       |
| 8    | 7    | Matti Mattsson | FIN Finlândia      | 2:12.99 |       |

### Final
| Pos.              | Raia | Nadador          | CON                | Tempo   | Notas            |
| ----------------- | ---- | ---------------- | ------------------ | ------- | ---------------- |
| Medalha de ouro   | 8    | Dmitriy Balandin | KAZ Cazaquistão    | 2:07.46 | Recorde nacional |
| Medalha de prata  | 3    | Josh Prenot      | USA Estados Unidos | 2:07.53 |                  |
| Medalha de bronze | 7    | Anton Chupkov    | RUS Rússia         | 2:07.70 | Recorde nacional |
| 4                 | 5    | Andrew Willis    | GBR Grã-Bretanha   | 2:07.78 |                  |
| 5                 | 6    | Yasuhiro Koseki  | JPN Japão          | 2:07.80 |                  |
| 6                 | 4    | Ippei Watanabe   | JPN Japão          | 2:07.87 |                  |
| 7                 | 1    | Marco Koch       | GER Alemanha       | 2:08.00 |                  |
| 8                 | 2    | Kevin Cordes     | USA Estados Unidos | 2:08.34 |                  |

Legenda
| Recorde mundial      | Recorde mundial (World record)               |                       | Recorde africano                      | Recorde africano (African) |                                           | Q | Classificado por posição (Qualified) |
| Recorde olímpico     | Recorde olímpico (Olympic record)            | Recorde da América    | Recorde da América (Americas)         | q                          | Classificado por melhor tempo (Qualified) |   |                                      |
| Melhor marca do ano  | Melhor marca do ano (World leading)          | Recorde asiático      | Recorde asiático (Asian)              | DNS                        | Não largou (Did not start)                |   |                                      |
| Recorde nacional     | Recorde nacional (National record)           | Recorde europeu       | Recorde europeu (European)            | DNF                        | Não terminou (Did not finish)             |   |                                      |
| Recorde pessoal      | Recorde pessoal do atleta (Personal best)    | Recorde da Oceania    | Recorde da Oceania (Oceania)          | DSQ / DQ                   | Desclassificado (Disqualified)            |   |                                      |
| Recorde da temporada | Recorde da temporada do atleta (Season best) | Recorde sul-americano | Recorde sul-americano (South America) | NM                         | Sem marca (No mark)                       |   |                                      |